# Харагыш
Харагыш (рум. Haragîș, Гарагыш) — село в Кантемирском районе Молдавии. Относится к сёлам, не образующим коммуну.
С 1999 по 2002 входило в состав коммуны Капаклия.

## География
Село Харагыш расположено примерно в 11 км к востоку от города Кантемир. Ближайшие населённые пункты — сёла Капаклия, Ларгуца, Кырпешты и Шамалия. Северо-западнее села находится охраняемая природная территория «Codrii Tigheciului».
Высота населённого пункта - 262 метра над уровнем моря.

## Население
По данным переписи населения 2004 года, в селе Харагыш проживает 988 человек (490 мужчин, 498 женщин).
Этнический состав села:
| Национальность | Число жителей | Процентный состав |
| -------------- | ------------- | ----------------- |
| молдаване      | 983           | 99.49             |
| украинцы       | 2             | 0.2               |
| русские        | 2             | 0.2               |
| болгары        | 1             | 0.1               |
| Всего          | 988           | 100%              |

## Происшествия
- Катастрофа вертолета SMURD (2016)